# Tianhe-I
Tianhe-I, Tianhe-1 o TH-1 (天河一号) (pronunciat en mandarí: [tʰjɛ́nxɤ̌ íxɑ̂ʊ̯], pinyin: Tiānhé yīhào), en català, "Via Làctia (literalment, Riu del Cel) Número U", és un superordinador capaç de fer més de dos quatrilions i mig d'operacions de coma flotant per segon (vegeu FLOPS). Situat al Centre de Supercomputació Nacional de Tianjin, a la República Popular de la Xina, és un dels pocs superordinador de nivell petaFLOPS del món.
L'octubre de 2010, una versió actualitzada de la màquina (Tianhe-1A) sobrepassà el Jaguar del Laboratori Nacional d'Oak Ridge (ORNL) convertint-se en el superordinador més ràpid del món, amb un màxim de computació de 2.507 petaFLOPS.
Tant el Tianhe-1 original com el Tianhe-1A utilitzen Linux com a sistema operatiu.